# John Walter Gregory
John Walter Gregory FRS (27 de janeiro de 1864 - 2 de junho de 1932) foi um britânico geólogo e explorador, conhecido principalmente por seu trabalho em geologia glacial e sobre a geografia e geologia da Austrália e da África Oriental. Foi laureado com a Medalha Bigsby de 1905 pela Sociedade Geológica de Londres.

## Infância
Gregory nasceu em Bow, Londres, filho único de um John James Gregory, um comerciante de lã, e sua esposa Jane, née Lewis. Gregory foi educado em Stepney Grammar School e aos 15 tornou-se um vendendor de lã, em Londres. Mais tarde, ele teve aulas à noite no Instituto Literário e Científico Birkbeck (agora Birkbeck, University of London). Matriculou-se em 1886, formou-se Bacharel com honras de primeira classe em 1891 e D. Sc. (Londres), em 1893. Em 1887 ele foi nomeado assistente no departamento de geologia do Museu de História Natural, em Londres.

## Carreira
Gregory permaneceu no museu até 1900 e foi responsável por um catálogo dos briozoários fósseis em três volumes (1896, 1899 e 1909) e uma monografia sobre os corais de Cutch Jurássico (1900) . Ele obteve a licença em vários momentos para viajar na Europa, as Índias Ocidentais, América do Norte e África Oriental. O Great Rift Valley (1896), é um interessante relato de uma viagem ao Monte Quênia e Lake Baringo feita em 1892-3. Gregory foi o primeiro a montar uma expedição especificamente científica para a montanha. Ele fez algumas observações importantes sobre a geologia, que ainda estão de pé. Em 1896, ele fez um excelente trabalho como naturalista a expedição de Sir Marten Conway em Spitsbergen. Seu livro de memórias bem conhecido sobre geologia glacial escrito em colaboração com Edmund J. Garwood pertence a este período.
Trabalho polar e glaciological de Gregory levou à sua breve seleção e serviço em 1900-1 como diretor da equipe científica civil da expedição da descoberta. A expedição foi no planejamento durante este período, e ainda não partiu para a Antártica, quando Gregório foi obrigado a renunciar ao seu cargo ao saber que ele foi desclassificado pelo comandante da expedição, Robert Falcon Scott.

## Principais trabalhos
- Geography: Structural Physical and Compartitive (1908)
- Geology (Scientific Primers Series) (1910)
- Gregory, J. W. (1912). The Making of the Earth. [S.l.]: H. Holt and Company
- The Nature and Origin of Fiords (1913)
- Geology of To-Day (1915)
- Gregory, J. W. (1916). Australia. [S.l.]: G. P. Putnam's Sons,
- Rift Valleys and Geology of East Africa (1921), continuação do trabalho publicado em 1896
- The Elements of Economic Geology (1928)
- General Stratigraphy (em colaboração com B. H. Barrett) (1931)
- Dalradian Geology (1931)